# Dendrobium fuligineum
Dendrobium fuligineum är en orkidéart som beskrevs av Johannes Jacobus Smith. Dendrobium fuligineum ingår i släktet Dendrobium, och familjen orkidéer. Inga underarter finns listade i Catalogue of Life.